# Family Ties
Family Ties (bra: Caras e Caretas; prt: Quem Sai aos Seus) é uma série de televisão em formato sitcom norte-americana da NBC, originalmente transmitida na década de 1980, entre os anos de 1982 e 1989, com um total de 180 episódios. No seu auge, a sitcom ficou dois anos consecutivos no segundo lugar da lista de programas televisivos com maiores audiências nos Estados Unidos.
Conhecida internacionalmente, foi inicialmente transmitida em Portugal pela RTP2 nos anos 1980, tendo vindo a ser repetida desde 2002 na SIC Sempre Gold e posteriormente na SIC Comédia. Actualmente, é repetida na RTP Memória. No Brasil, foi transmitida pela Rede Globo com o título Caras e Caretas, e mais recentemente na Sony Entertainment Television com seu nome original.

## Resumo
A ação de Family Ties decorre em Columbus, Ohio, e acompanha o cotidiano da família Keaton. O enredo coloca grande ênfase na diferença ideológica  entre os pais, ex-hippies de orientação política de esquerda, e o seu filho mais velho, republicano e conservador. Temas propensos a divergências político-ideológicas, como a igualdade racial, a igualdade entre géneros (e nomeadamente a Equal Rights Amendment) ou mesmo a guerra fria e o caso Watergate, são abordados com frequência, sendo comum a referência a líderes políticos da época. Também comuns são os temas associados à convivência da própria família e à educação de crianças e adolescentes, como os limites à liberdade dos filhos, os problemas financeiros, a rivalidade entre irmãos, a rotina entre o casal, a conjugação do papel de mãe com uma carreira profissional, etc.

## Transmissão em Portugal
Estreia dia 30 de Maio de 1987 às 20h00. Exibição pela RTP2 com legendas em português:
- Sábados, 20h, de 30 de maio de 1987[4] até 18 de outubro de 1987[4];
- Domingos, 20h, de 25 de outubro de 1987[4] até 4 de dezembro de 1988[4];
- Quintas-feiras, 15h45/16h20[4] de 29 de junho de 1988 até 6 de abril de 1989 mantendo as exibições aos Domingos;
- Domingos, 20h, de 1 de janeiro de 1989[4] até 9 de abril de 1989[4];
- Sábados, 19h30, de 15 de abril de 1989[4] até 2 de setembro de 1989[4];
- Quintas-feiras, 16h30/16h55 de 3 de agosto de 1989[4] até 28 de setembro de 1989[4];
- Domingos, 17h55, a partir de 8 de outubro de 1989[4].

Foi várias vezes repetido pela RTP2 durante os anos 1990. Em 2002 os direitos de transmissão foram comprados pela SIC, sendo transmitida pela SIC Sempre Gold e SIC Comédia. Em 2022 é transmitido pela RTP Memória.